# Opuntia quimilo
Opuntia quimilo là một loài thực vật có hoa trong họ Cactaceae. Loài này được K. Schum. mô tả khoa học đầu tiên năm 1898.

## Hình ảnh

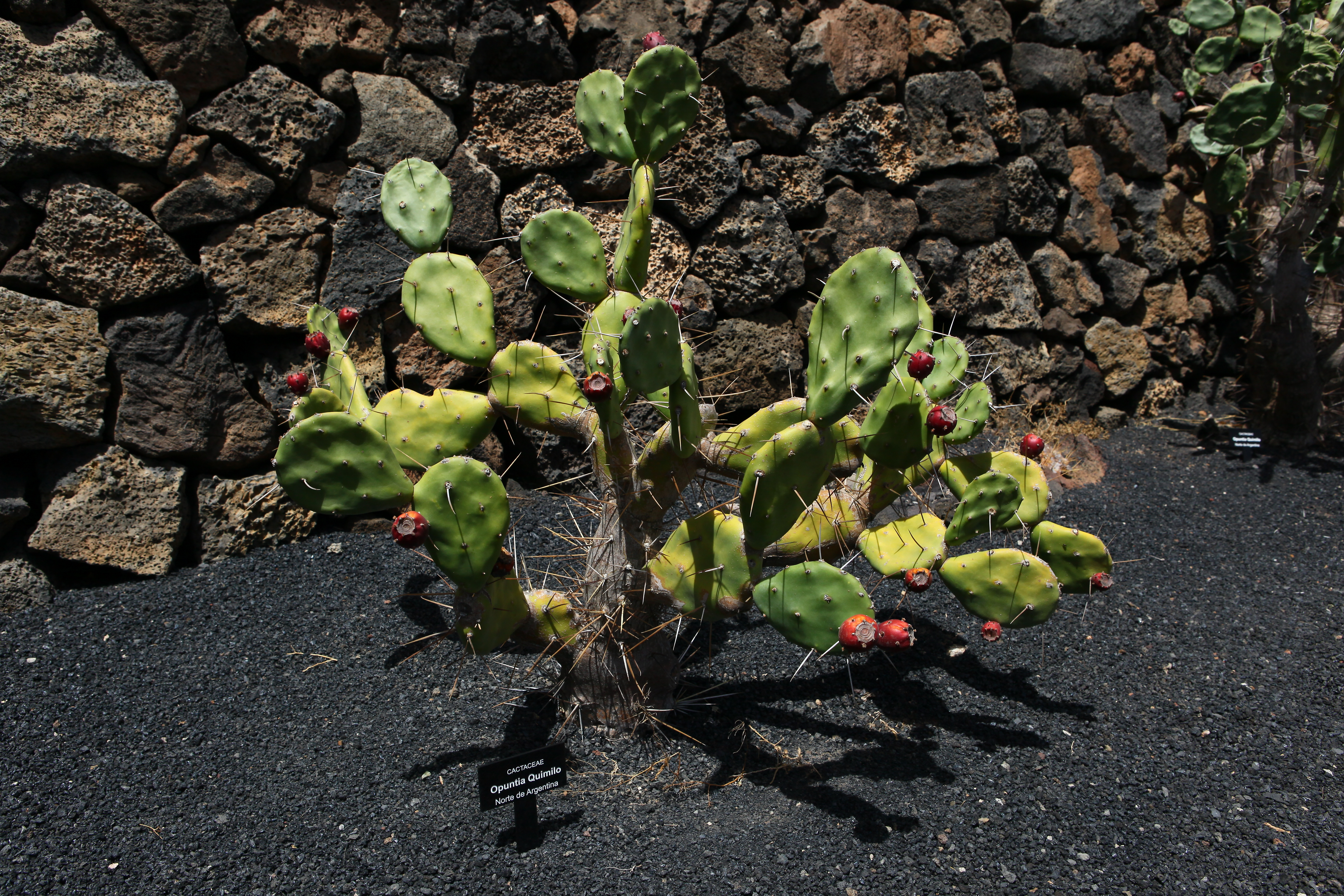
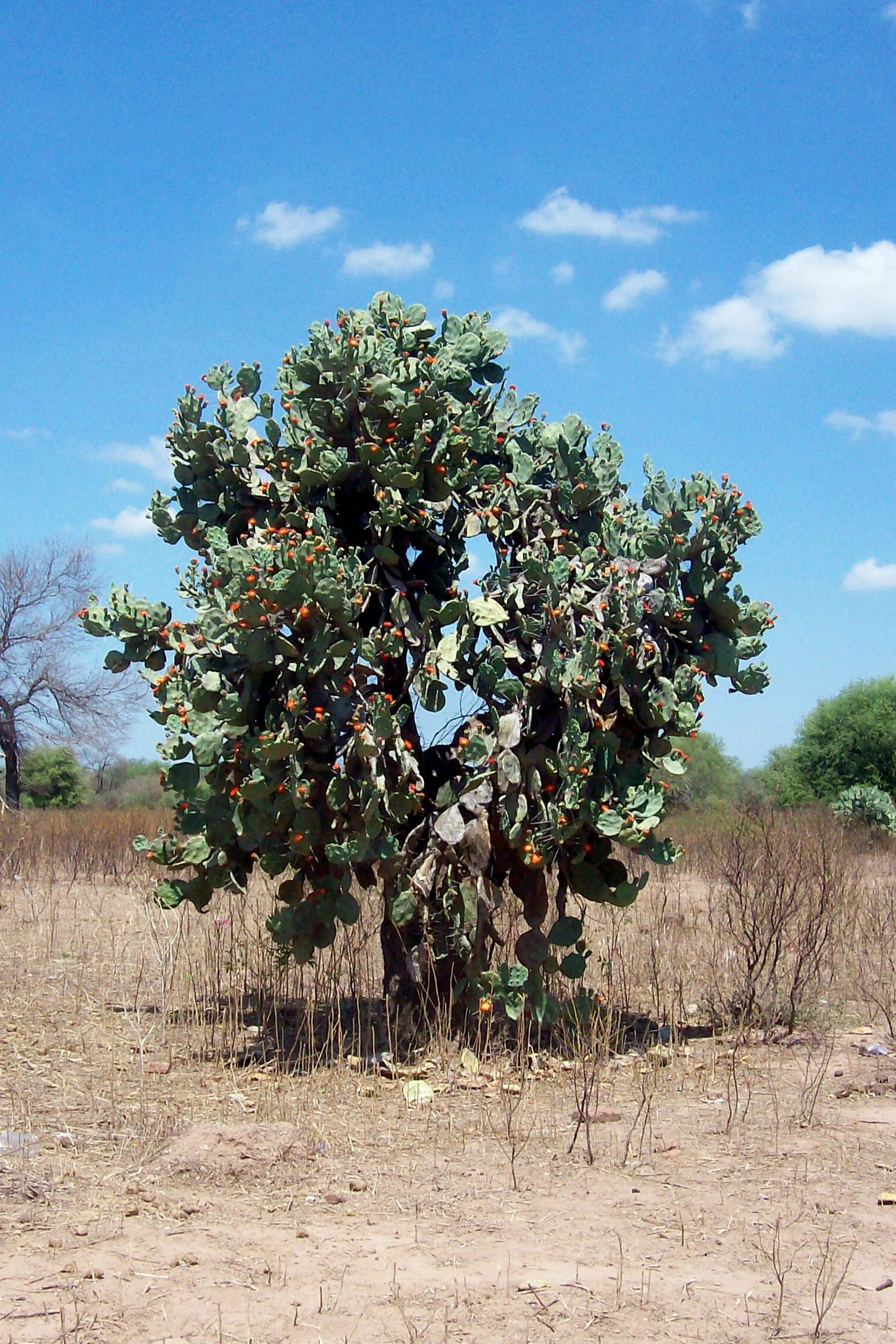
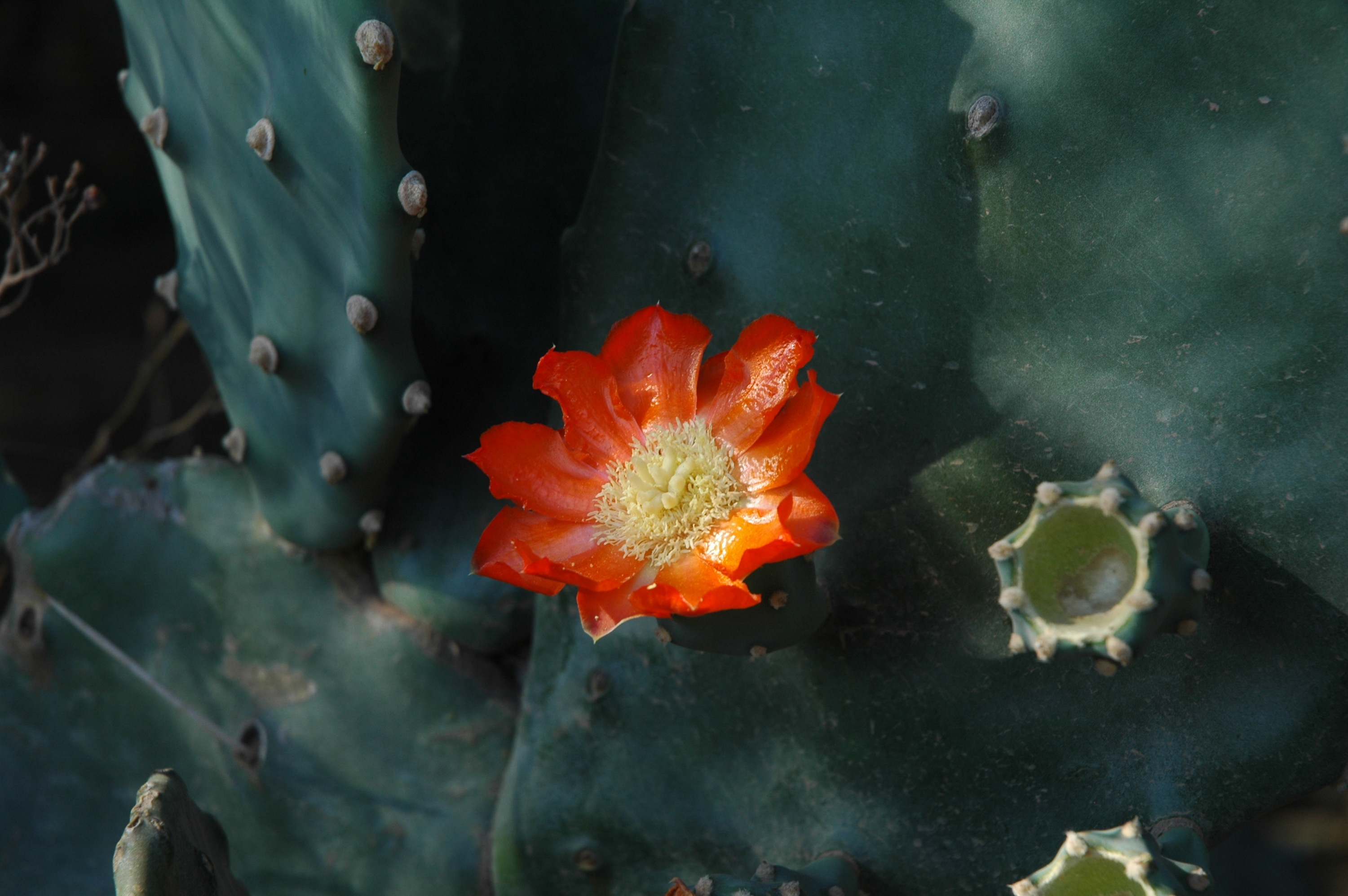